# Loures (freguesia)
Loures is een plaats (freguesia) in de Portugese gemeente Loures en telt 24237 inwoners (2001).